# دیوتر
دیوتر (به آلمانی: Deuter Sport) یک برند آلمانیِ تجهیزات و ملزومات کمپینگ، کوهنوردی، پیاده‌گردی و ورزش‌های زمستانی است که در سال ۱۸۹۸ میلادی تأسیس شد.

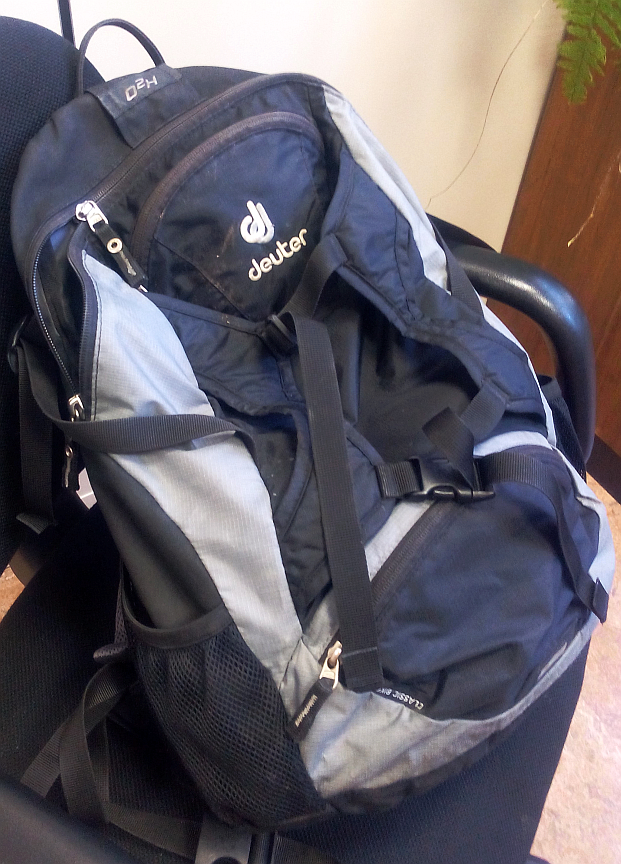
نمایی از یک کوله پشتی دیوتر

دیوتر (به آلمانی: Deuter) یک برند آلمانی معروف در حوزه تولید کوله‌پشتی و تجهیزات کوهنوردی و فضای باز است. این برند در سال ۱۸۹۸ توسط هانس دیوتر تأسیس شد. 

## تاریخچه
دیوتر در ابتدا فعالیت خود را با تولید کیف‌های نامه‌رسانی و کیف‌های چرمی برای اداره پست آلمان آغاز کرد. در دهه ۱۹۲۰، این شرکت شروع به تولید کوله‌پشتی‌های مخصوص کوهنوردی کرد و به مرور زمان محصولات خود را گسترش داد. در سال ۱۹۳۰، دیوتر با ارائه کوله‌پشتی‌هایی که توسط کوهنوردان حرفه‌ای استفاده می‌شد، به شهرت رسید.  
یکی از نقاط عطف تاریخ دیوتر، تجهیز تیم‌های کوهنوردی آلمانی در صعود به قله‌های بلند جهان مانند اورست بود.  

## فناوری و طراحی
کوله‌پشتی‌های دیوتر با بهره‌گیری از فناوری‌های نوآورانه طراحی می‌شوند. برخی از ویژگی‌های برجسته کوله‌پشتی‌های این برند عبارت‌اند از:  
- سیستم تهویه پشت (Aircomfort): یکی از نوآوری‌های مهم دیوتر که تهویه مناسب و کاهش تعریق پشت را فراهم می‌کند.
- سیستم‌های تنظیم وزن: طراحی‌های ارگونومیک و قابلیت تنظیم وزن برای توزیع مناسب بار روی بدن.
- مواد مقاوم و سبک: استفاده از پارچه‌های ضدآب و مقاوم در برابر پارگی، دوام بالا و سبک‌وزنی را تضمین می‌کند.

## محصولات
دیوتر طیف گسترده‌ای از محصولات را برای کاربران حرفه‌ای و آماتور ارائه می‌دهد، از جمله:  
- کوله‌پشتی‌های کوهنوردی: مناسب برای صعودهای حرفه‌ای و ماجراجویی‌های طولانی.
- کوله‌پشتی‌های دوچرخه‌سواری: طراحی شده برای حمل ایمن و راحت در مسیرهای دوچرخه‌سواری.
- کوله‌پشتی‌های شهری: مناسب برای استفاده روزمره و سفرهای کوتاه.
- کوله‌پشتی‌های کودکان: طراحی شده با در نظر گرفتن نیازهای کودکان و وزن کم.

## پایداری و محیط زیست
دیوتر به حفظ محیط زیست و استفاده از مواد پایدار متعهد است. این برند از استانداردهای جهانی نظیر Bluesign برای کاهش اثرات زیست‌محیطی استفاده می‌کند و در طراحی محصولات خود به بازیافت و کاهش مصرف مواد شیمیایی اهمیت می‌دهد.  

## جوایز و افتخارات
دیوتر طی سالیان مختلف جوایز متعددی در زمینه طراحی و نوآوری دریافت کرده است. برخی از جوایز عبارت‌اند از:  
- جایزه طراحی Red Dot برای طراحی نوآورانه و عملکردی کوله‌پشتی‌ها.
- Outdoor Industry Award برای پیشرفت در تکنولوژی کوله‌پشتی‌ها.
- Sustainability Award برای تلاش‌های دیوتر در کاهش اثرات زیست‌محیطی.

## شعار برند
شعار دیوتر، "هرگز به دنبال راحتی کمتر نباشید"، نشان‌دهنده تمرکز این شرکت بر ایجاد تجربه‌ای بی‌نقص برای کاربران است.  